# Liberty (Mississippi)
Liberty je město v okrese Amite County ve státě Mississippi ve Spojených státech amerických.
V roce 2020 zde žilo 560 obyvatel. S celkovou rozlohou 5,4 km² byla hustota zalidnění 104,9 obyvatel na km².